# Головна палуба
Головна палуба — палуба, до якої доходять водонепроникні перебірки, що розділяють корпус судна на відсіки (внаслідок чого також відома як палуба перебірок). Проходить від носа до корми судна; і якщо вище неї нема іншої безперервної палуби, вона є водночас і верхньою палубою.
Розташована вище ватерлінії, до її рівня вираховується запас непотоплюваності, також по головну палубу вимірюють висоту надводного борту. Для запобігання проникненню палубної води до відсіків ця палуба має водонепроникне закриття вирізів. Нижче палуби перебірок немає проходів між відсіками, а проходи комунікацій ретельно герметизовані.
На старовинних батарейних кораблях головна палуба — найвища з батарейних палуб, призначена для розміщення найлегших гармат і розташована під верхньою палубою.